# Тирсен, Ян
Ян Тирсен (фр. Yann Tiersen; родился 23 июня 1970 года) — бретонский мультиинструменталист, композитор-минималист, певец. Играет на различных инструментах. Среди них скрипка, фортепиано, аккордеон, акустическая и электрогитара, виолончель, карильон, клавесин, мелодическая гармоника, вибрафон, мандолина, банджо и др.
Критики порой сравнивают его с Эриком Сати, Нино Рота и Penguin Cafe Orchestra. Получил огромную популярность благодаря саундтреку к фильму "Амели".

## Биография
Родился в Бресте в семье учителей латыни. Имеет бельгийские (по матери) и норвежские (по отцу) корни. Когда мальчику было 3 года, его семья переехала в Рен, где прошла его юность. В возрасте 23 лет Ян Тирсен переехал жить в Париж, с 2013 года он живёт на острове Уэссан.

### Детство
С раннего детства Ян Тирсен увлекался музыкой, тогда как его родители не были профессиональными музыкантами. Отец, Пьер Тирсен, играл на фортепиано на любительском уровне. В возрасте 4 лет Ян стал обучаться игре на фортепиано в консерватории города Рена. Его часто водили на концерты классической музыки, и он заинтересовался  игрой на скрипке. В 13 лет у него появилась электрогитара. Молодой музыкант стал играть в рок-группах. В 16 лет работал на местной радиостанции.
Когда его собственная группа распалась, вместо того чтобы искать новых музыкантов, Ян купил дешёвый микшерный пульт, магнитофон и стал сэмплировать музыку, вдохновляясь нарезками старых записей. Затем заново открыл для себя акустические инструменты. Летом 1993 года в своей квартире он записал музыку, исполняя ее на гитаре, скрипке и аккордеоне. При этом руководствовался не классическим каноном, а интуицией и своим видением «музыкальной анархии».
К концу лета Ян записал более 40 треков, которые составили большую часть его первых двух альбомов.

### Начало карьеры
13 июня 1995 года вышел дебютный альбом «La valse des monstres». На самом деле это сборник пьес, написанных для театральных постановок, таких как «Freaks» (первые 11 треков) и «Le Tambourin de soie» (последние 6).
В апреле 1996 года вышел второй альбом «Rue des Cascades», состоящий из 20 пьес, написанных уже как «Ряд личных моментов…». Помимо инструментальных пьес, сюда был добавлен вокал ассистентки Яна, Клэр Пише. Её вокал встречается в таких композициях, как «Rue des Cascades» и «Naomi».
В 1996 году для записи нового альбома Тирсен отправился на остров Уэссан. Арендовав дом, он приступил к работе. Уже в декабре выступил на фестивале «Transmusicales des Rennes», специально для которого выпустил мини-альбом из 6 пьес «Avant La chute». Альбом был выпущен малым тиражом и продавался только во Франции.
В 1998 году из готовых материалов 1997 года Ян выпустил альбом, который пользовался большим успехом на родине. Вдохновившись маяком, который стоял недалеко от арендуемого им дома, он решил назвать альбом «Le Phare». В этот период он стал сотрудничать с французским музыкантом Домиником Ане, чей вокал слышен в треках «Monochrome» и «Les Bras de Mer». Клэр Пише исполнила вокал в «La Rupture», а вокал самого композитора впервые слышен в последнем треке «L’Effondrement».
Ян давал много концертов во Франции. Концертные версии пьес часто отличались от студийных. Например, в «Rue des Cascades», студийная версия которого состояла из клавесина, пианино, скрипки и аккордеона, ограничена пианино и аккордеоном, на которых Ян на удивление публики играл одновременно, хотя и утверждал, что играть на двух инструментах одновременно не так сложно.
С конца 1998 года он сотрудничал с группой «The Married Monk» и в 1999 году выпустил с ней альбом «Tout est calme».
2 декабря 1998 года Тирсен пригласил на свой концерт нескольких музыкантов, таких как Нил Хэннон из «The Divine Comedy», Бертран Канта из «Noir Désir», группу «Têtes Raides» и др. Этот концерт записывали во время радио-шоу «C’est Lenoir». В 1999 году на основе этих записей вышел его первый концертный альбом «Black Session».
В 2000 году занимался записью альбома «L'Absente», который был выпущен весной 2001 года.

### Мировая известность
В 2001 году режиссёр Жан-Пьер Жёне случайно услышал в машине своего ассистента музыку Тирсена, которая оказала на него такое большое впечатление, что он купил все его диски. В результате Жёне предложил композитору поработать над саундтреком для своего нового фильма, и тот согласился.
Широко мнение, что все пьесы написаны специально для фильма, но это не так. Для фильма были сочинены всего лишь 3 вариации одной пьесы («La valse d’Amelie») и ещё 2 трека («La redécouverte» и «L’autre valse d’Amélie»). Остальные пьесы были уже готовы и взяты из трёх первых альбомов.
В том же году после выхода фильма и альбома «Le Fabuleux Destin d’Amélie Poulain» Ян Тирсен прославился во всём мире. Вслед за саундтреком он издал альбом «L’Absente», но популярность «Амели» затмила его.
В 2002 году Ян Тирсен дал много концертов. Один из них он записал как концертный альбом «C’etait ici». В конце 2002 года немецкий режиссёр Вольфганг Беккер пригласил его на запись саундтрека к своему новому фильму. Композитор принял приглашение, и, в отличие от альбома «Амели», он написал все пьесы именно к фильму. В 2003 году вышел альбом «Goodbye Lenin!», а в 2004 году и сам фильм, который также пользовался большим успехом.
В 2004 году Ян Тирсен совместно с Шеннон Райт выпустил альбом «Yann Tiersen & Shannon Wright». В 2005 году он снова отправился на остров Уэссан, где подготовил материал для нового альбома и записал его. Процесс работы мы можем увидеть в документальном фильме «La Traversée».
В 2006 году композитор совершил турне, впоследствии выпустив концертный альбом «On Tour». Концерты были выпущены на DVD с одноимённым названием.
После тура в 2008 году Тирсен написал музыку к документальному фильму «Tabarly». В 2009 году он начал давать туры «Dust Lane».

### 2010 — 2015
В своей музыкальной эволюции, Тирсен стал экспериментировать с синтезаторами, электрогитарами и впоследствии записал свой альбом «Dust Lane».
В 2011 году вышел альбом Skyline, который Тирсен записал со своей группой.
В 2014 году вышел альбом Infinity, он был положительно одобрен критиками. В отличие от предыдущих альбомов, в Infinity нет ни одной песни, написанной на французском языке. Они написаны на английском, фарерском, исландском и бретонском языках. В своем интервью для журнала Port Magazine музыкант рассказал, что таким образом выразил своё признание бретонской культуре, которая является родной для композитора.
В 2015 году издал сборник нот EUSA.

### 2015 - 2020
В 2015—2016, решил записать пьесы «EUSA», которые он полностью посвятил острову Уэссану, на котором он живёт. По его словам, альбом — музыкальная карта Уэссана. Вся музыка исполнена на фортепиано и сопровождается звуками природы острова и эмбиентом.
С 2016 по 2018 год Тирсен давал концерты по девятому альбому. Заканчивая тур по альбому "EUSA", он работал над завершением строительства своей новой студии "ESKAL". Летом 2018 года выпустил EP альбом, состоящий из 2 пьес, которые были написаны ещё в 2015 году, но затерялись в записной книжке. Этот мини-альбом под названием «The Lost Notebook - EUSA» был первой записью на новой студии.
12 октября 2018 года Тирсен выпускает сингл "HENT", содержащий полную версию всех переходов "hent" из девятого альбома, смешанных с импровизациями.
16 октября 2018 года сделал анонс нового альбома "ALL" (от бретонского - "Иное", от английского "Все"). Который вышел 15 февраля 2019 года. В этом альбоме композитор исследует связь со своим местом в природе.
Вдохновленный туром композитор решил записать антологию своего творчества - альбом "Portrait", который является переосмыслением прошлых работ.

### С 2021
В 2021 году анонсировал альбом "Kerber", сборник пьес на фортепиано с электрическими инструментами. Аналогично альбому Eusa - он посвящен Уэссану, а конкретнее местам, окружающим его дом. Альбом назван в честь небольшой церкви недалеко от дома Тирсена.
10 июня 2022 года вышел альбом "11 5 18 2 5 18". Альбом представляет собой коллекцию из 9 сэмлированных, измененных и переосмысленных композиций. Тирсен отдал предпочтение электронной аранжировке и повтору музыкальных тактов, которые накладываются друг на друга, ускоряются и замедляются. В основу релиза легли композиции из лайв-версии его релиза "Kerber".

### Личная жизнь
С 2001 по 2002 год был женат на бельгийской актрисе Наташе Ренье
В 2016 году заключил брак с Эмили Квинкис

## Дискография

### Студийные альбомы
- 1995 — La Valse des Monstres
- 1996 — Rue des cascades
- 1998 — Le Phare
- 1999 — Tout est calme
- 2001 — L’Absente
- 2005 — Les Retrouvailles
- 2010 — Dust Lane
- 2011 — Skyline
- 2014 — ∞ (Infinity)
- 2016 — EUSA
- 2019 — ALL
- 2019 — Portrait
- 2021 — Kerber
- 2022 — 11 5 18 2 5 18

### Мини-альбомы / Синглы
- 1996 — Rue des Cascades (EP)
- 1996 — La vie rêvée des anges (EP)
- 1997 — Avant la Chute (EP)
- 2003 — On aime, on adie (EP)
- 2010 — Palestine (EP)
- 2011 — Monumets (EP)
- 2018 — The Lost Notebook (EP)

### Коллаборации
- 1998 — Bästard ~ Tiersen
- 2004 — Yann Tiersen & Shannon Wright
- 2010 — The Dark Age of Love

### Концeртные альбомы
- 1998 — 1st Black Session (Solo)
- 1999 — 2nd Black Session & Friends
- 2002 — C'était ici
- 2006 — On Tour
- 2014 — Live at London

### Саундтреки
- 1998 — Le Cyclope de la Mer
- 2001 — Amélie
- 2003 — Good bye, Lenin!
- 2008 — Tabarly
- 2016 — Ouragan